# Abactochromis labrosus
Abactochromis labrosus är en fiskart som först beskrevs av Trewavas, 1935.  Abactochromis labrosus ingår i släktet Abactochromis och familjen Cichlidae. IUCN kategoriserar arten globalt som livskraftig. Inga underarter finns listade i Catalogue of Life.